# Бардавид, Исаак
Исаак Бардавид (порт. Isaac Bardavid; 13 февраля 1931, Нитерой, Рио-де-Жанейро — 1 февраля 2022, Нитерой, Рио-де-Жанейро) — бразильский актёр, актер озвучивания, поэт. 

## Биография
Исаак Бардавид родился в Нитерое и имел турецко-сефардского происхождения. В 1976 году он получил юридическое образование, но предпочел начать карьеру в драматургии. Приобрёл известность как актёр озвучивания, чьим голосом говорили Росомаха из «Людей Икс», Скелетор из «Властелинов вселенной», Тигра из «Винни-Пуха», доктор Роботник в «Sonic the Hedgehog». Помимо этого Бардавид исполнил ряд ролей в теленовеллах, среди которых «Рабыня Изаура» (1976), «Донна Бейжа» (1986), «Шипы и розы» (2000), «Шоколад с перцем» (2003) и «Спаси меня, Святой Георгий» (2012). В 2016 году он выпустил сборник стихов «Неблагоприятные стихи».
Бардавид умер 1 февраля 2022 года от эмфиземы лёгких в возрасте 90 лет.

## Фильмография
- 1976 — Рабыня Изаура — Франсиску
- 1986 — Донна Бейжа — Белегард
- 1995 — Большая засада — Жамил Скафф[6]
- 2000 — Шипы и розы — Фелисберту
- 2001 — Покровительница — Фелипе Педрозу
- 2003 — Шоколад с перцем — защитник
- 2012 — Спаси меня, Святой Георгий — Тартан